# Guido Grandi
Luigi Guido Grandi (ur. 1 października 1671 w Cremonie, zm. 4 lipca 1742 w Pizie) – włoski matematyk, filozof, mnich. Zajmował się takimi zagadnieniami jak szereg Grandiego i Lok Agnesi.

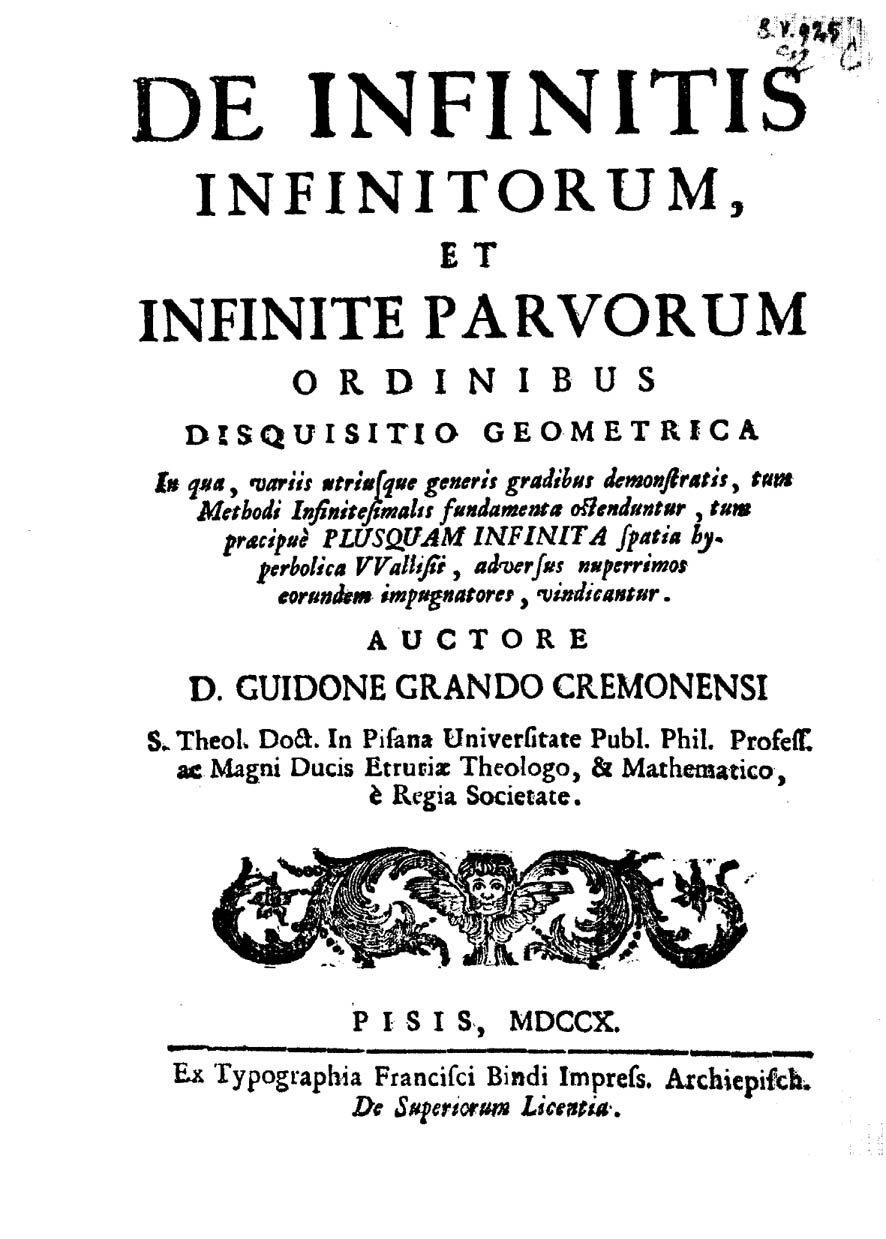
De infinitis infinitorum